# Wisigarde
Vous lisez un « bon article » labellisé en 2024.
Titre
Reine des Francs
Wisigarde, née vers 515 et morte en 540, est une princesse lombarde devenue reine des Francs par son mariage avec le roi Thibert Ier.
Fille du roi des Lombards Wacho, elle est fiancée au prince franc Thibert en 533. Tombé amoureux d'une autre, Thibert renonce à la princesse lombarde et monte sur le trône sans elle en 534. En 540, à la suite de pressions des grands de son royaume, Thibert finit par épouser Wisigarde. Celle-ci meurt quelque temps après le mariage.
Le tombeau d'une reine mérovingienne découvert en 1959 sous la cathédrale de Cologne lui est attribué. Ce caveau est accompagné de celui d'un jeune prince richement paré. Il semble être celui du fils aîné de Thibert.

## Contexte

### Sources
Wisigarde (signifiant en germanique « Noble fort » ), est essentiellement connue grâce à l’Histoire des Francs de l'évêque Grégoire de Tours (538/539-594), qui s’achève à l'été 591. Wisigarde est également mentionnée dans L’Origine du peuple lombard (en latin Origo gentis Langobardorum, VIIe siècle), un court texte anonyme relatant l'histoire des Lombards de leurs origines légendaires jusqu'au règne de Perthari (671-688). La mention est ensuite reprise par le moine Paul Diacre (vers 725-vers 797) dans son Histoire des Lombards rédigée entre 787 et 789.

### Débuts du royaume des Francs et premier royaume lombard auVesiècle
À partir de 407, plusieurs peuples germaniques pénètrent en Gaule et s'y installent. Les Wisigoths fondent un royaume en Aquitaine et en Hispanie, les Burgondes et les Alamans s'établissent, eux, le long du Rhin. D'autres peuples, comme les Saxons, les Thuringiens et les Bavarois, choisissent de rester en Germanie. En 443, les Burgondes s'installent en Savoie puis étendent leur royaume jusqu'à Lyon et la Durance. En 487, les Lombards s'approprient la Basse-Autriche. En 489, les Ostrogoths s'emparent, eux, de l'Italie.

La Gaule en 511, après le partage du royaume des Francs entre les fils de Clovis.

Vers 432-435, le roi des Francs saliens, Clodion, traverse la forêt Charbonnière, s'empare de Tournai, de Cambrai, d'Arras et soumet tout le pays des environs jusqu'à la Somme,,. En 486, Clovis, l'un des arrière-petits-fils de Clodion, s'empare de la Gaule du nord jusqu'à la Loire,. Il unit ensuite tous les royaumes francs puis bat en 506 les Alamans, qui doivent alors chercher protection auprès des Ostrogoths d'Italie. En 507, Clovis bat et tue le roi des Wisigoths Alaric II et s'empare de l'Aquitaine. En 498 ou 499, Clovis décide également de se faire baptiser et devient ainsi le premier roi germanique catholique,,. En 511, à la mort de Clovis, ses quatre fils survivants, Thierry, Clodomir, Childebert et Clotaire, se partagent son royaume tandis que leur sœur Clotilde épouse le fils d'Alaric II, Amalaric,,,.
Vers 505, Tato succède à son père Claffo sur le trône des Lombards. Il décide de quitter la Basse-Autriche pour l'actuelle Hongrie. Un jour de 508, la fille de Tato, Rumetrude, se moque de la petite taille du frère de Raoul, roi des Hérules alors venu en ambassade. L'Hérule riposte par des paroles blessantes qui provoquent la colère de la princesse lombarde. Cela ne lui réussit pas car Rumetrude le fait assassiner peu après. Raoul, voulant venger son frère, déclare la guerre aux Lombards. Cependant les Hérules ne sont pas assez puissants pour affronter les Lombards. Raoul est tué durant l'affrontement et son armée est dispersée.

## Biographie
En 510, le prince lombard Wacho élimine son oncle, le roi Tato, et s'empare du trône des Lombards,,. Childegisel, le fils de Tato, tente de s'opposer à Wacho mais, vaincu militairement, il s'enfuit chez les Gépides,,. Après avoir consolidé son pouvoir, Wacho s'attaque à ses voisins Suèves et les soumet,,.
Wacho épouse en premières noces Ranigonde, fille de Basin, roi des Thuringiens, puis il épouse Austriguse, fille du roi des Gépides et enfin Salinga, fille du roi des Hérules,,. D'Austriguse, il a deux filles nommées Wisegarde et Waldrade, et de Salinda, il a un fils, Waltaire,.
Menacé par les Gépides qui finissent par prendre le parti de son cousin Childegisel, Wacho cherche une alliance protectrice,,. Début 533, il fiance donc sa fille ainée Wisigarde à Thibert, le fils unique du roi des Francs Thierry,,,,. Plus tard dans la même année, Thierry et son frère Clotaire décident de s'emparer de la Septimanie, la dernière région de Gaule encore sous domination wisigothe,. Thierry met à la tête de son armée Thibert tandis que Clotaire fait de même avec son fils aîné Gonthaire. Ce dernier, contrairement à Thibert, n'a aucune expérience militaire. Après avoir mis la main sur Rodez, il panique et rentre chez son père. Thibert continue donc seul et s'empare de quatre autres places fortes ennemies : Alès, Lodève, Dio et Cabrières,,. Dans cette dernière localité, Thibert tombe sous le charme d'une femme nommée Deoteria,,.
Vers la fin de l'année 534, le roi Thierry décède. Le prince Thibert rentre précipitamment à Trèves et achète le soutien des grands de son royaume avec des présents,. Puis il se fait proclamer roi par le peuple de Trèves. Quelques jours après, Thibert fait venir Deoteria et l'épouse, bien qu’il soit officiellement fiancé avec Wisigarde et que Deoteria ait déjà un conjoint.

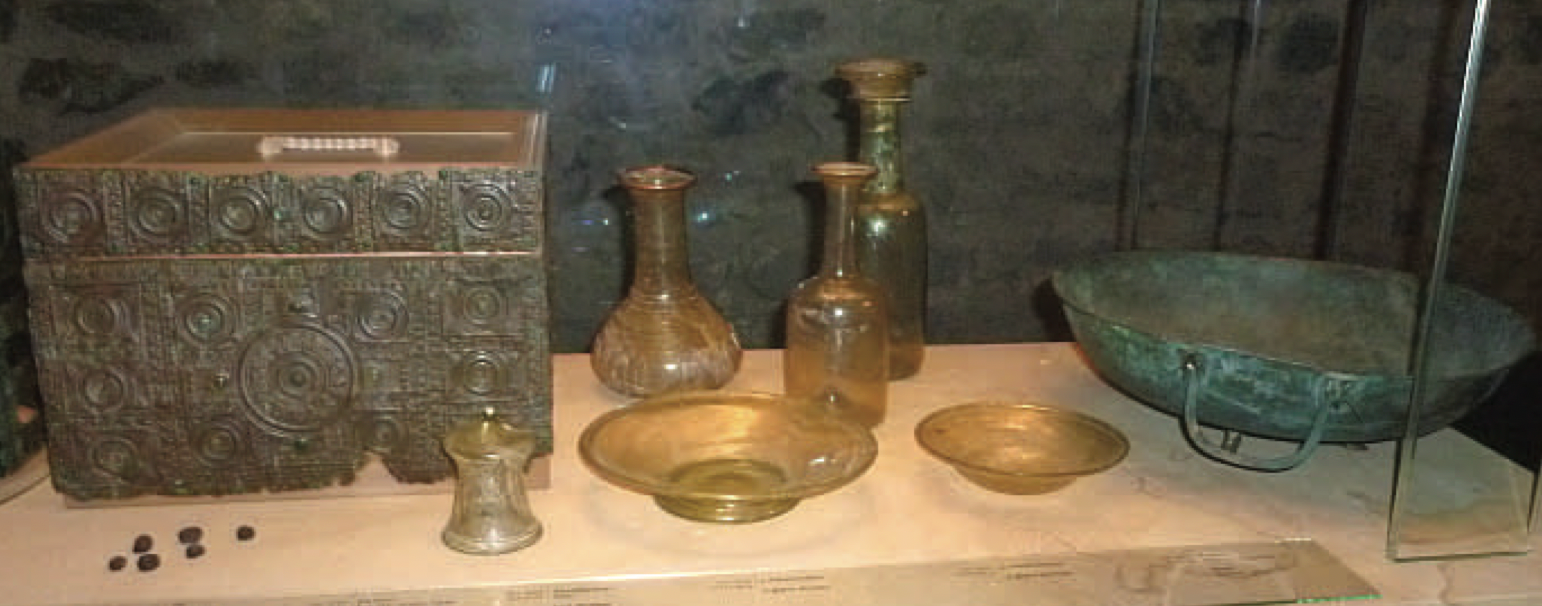
Coffre et récipients de Cologne attribués à Wisigarde.

En 540, les grands et les évêques du royaume demandent au roi de répudier Deoteria. Les premiers souhaitent que se concrétise l'alliance politique avec les Lombards. Les seconds, menés par Nizier de Trèves, pensent que, comme le roi est fiancé à une femme, il ne peut en épouser une autre. Le roi est selon eux adultère. Thibert répudie donc la reine Deoteria pour épouser Wisigarde avec qui il est fiancé depuis sept ans,,. Wisigarde meurt à Cologne peu après le mariage et y est inhumée,,. La même année, Wacho meurt, laissant le trône des Lombards à son jeune fils Waltaire. Thibert, lui, se remarie.
Quelque temps après la mort de la reine, un meurtre est commis au palais de Thibert. Deux hauts fonctionnaires, les rhéteurs Segondin et Astériol, se disputaient depuis longtemps les faveurs du roi. Le premier, qui avait accompli plusieurs missions d'ambassades chez l'empereur Justinien, avait été choisi pour être le chef des fonctionnaires royaux. Astériol en avait été mortifié. Il se met par la suite sous la protection de Wisigarde qui lui confie un important poste. Segondin profite de la mort de la reine pour mettre un terme à la rivalité en assassinant Astériol.

## Dame de Cologne
Entre 530 et 550,, au centre de l'atrium de la cathédrale primitive de Cologne est construite une petite chapelle,. À l'intérieur, l'archéologue Otto Doppelfeld découvre au printemps 1959 deux caveaux aménagés richement meublés,,. Le premier est celui d'une femme de 25 à 30 ans et le deuxième est celui d'un jeune enfant de 6 ans. La richesse du mobilier incite Doppelfeld à penser qu'il s'agit de tombeaux royaux mérovingiens,. 
Plusieurs monnaies montées en bijoux ou présentes dans une aumônière permettent de donner comme datation 530-540. La tombe de la « Dame de Cologne » conserve de nombreux bijoux : un bandeau orné de fils d'or, des boucles d'oreilles en or, deux paires de fibules, une bague, un bracelet en or, une ceinture avec boucle en or, un couteau à manche et bouterolle de fourreau d'or, un pendentif sphérique en cristal de roche, des chaussures à boucles d'or, des vases de verre et de bronze,.
La tombe du garçon est également datée des années 530-540 par la dendrochronologie,,. Elle est dotée d'armes à sa taille, casque, bouclier et scramasaxe mais aussi d'armes d'adultes : épée longue, angon, lance, francisque et flèches,. Le garçon a également une bague en or, une ceinture avec boucle en argent, un fourreau contenant deux couteaux de table, une bassine en bronze pour se laver les mains, un ensemble de vaisselle de verre et de bronze, un seau de bois à garnitures de fer et de bronze, un lit funéraire et une chaise de bois, une corne à boire, une gourde et une écuelle de bois,,.

Éléments de la tombe du garçon de Cologne
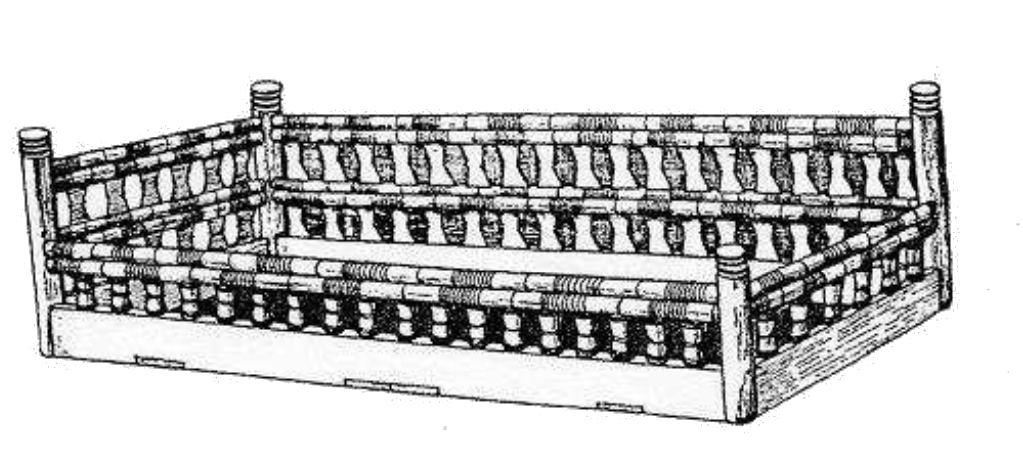
Lit funéraire d'enfant.
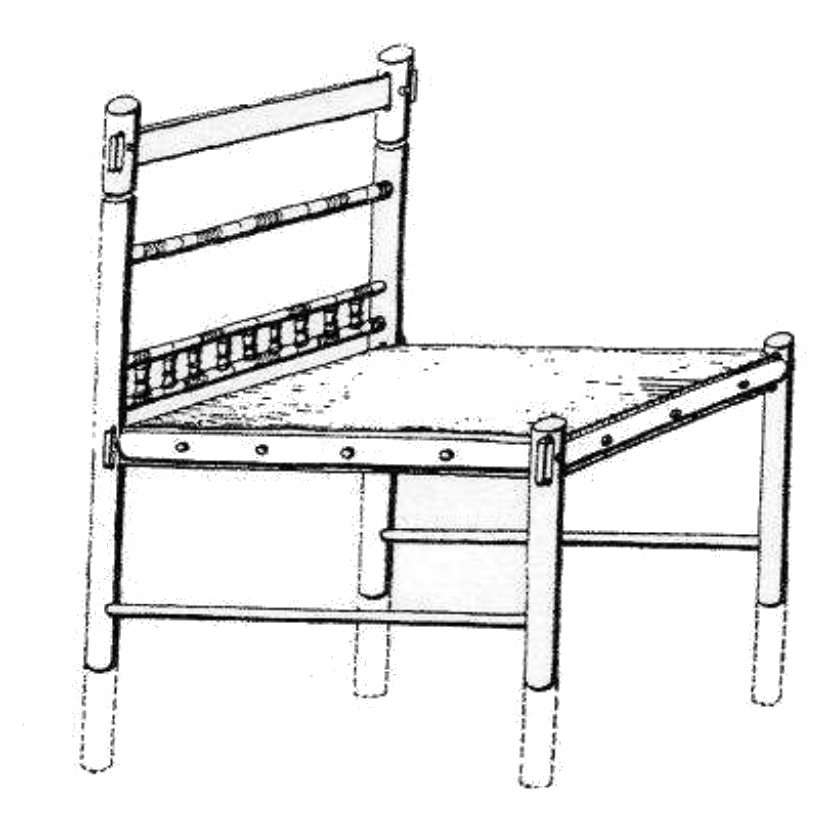
Chaise d'enfant.
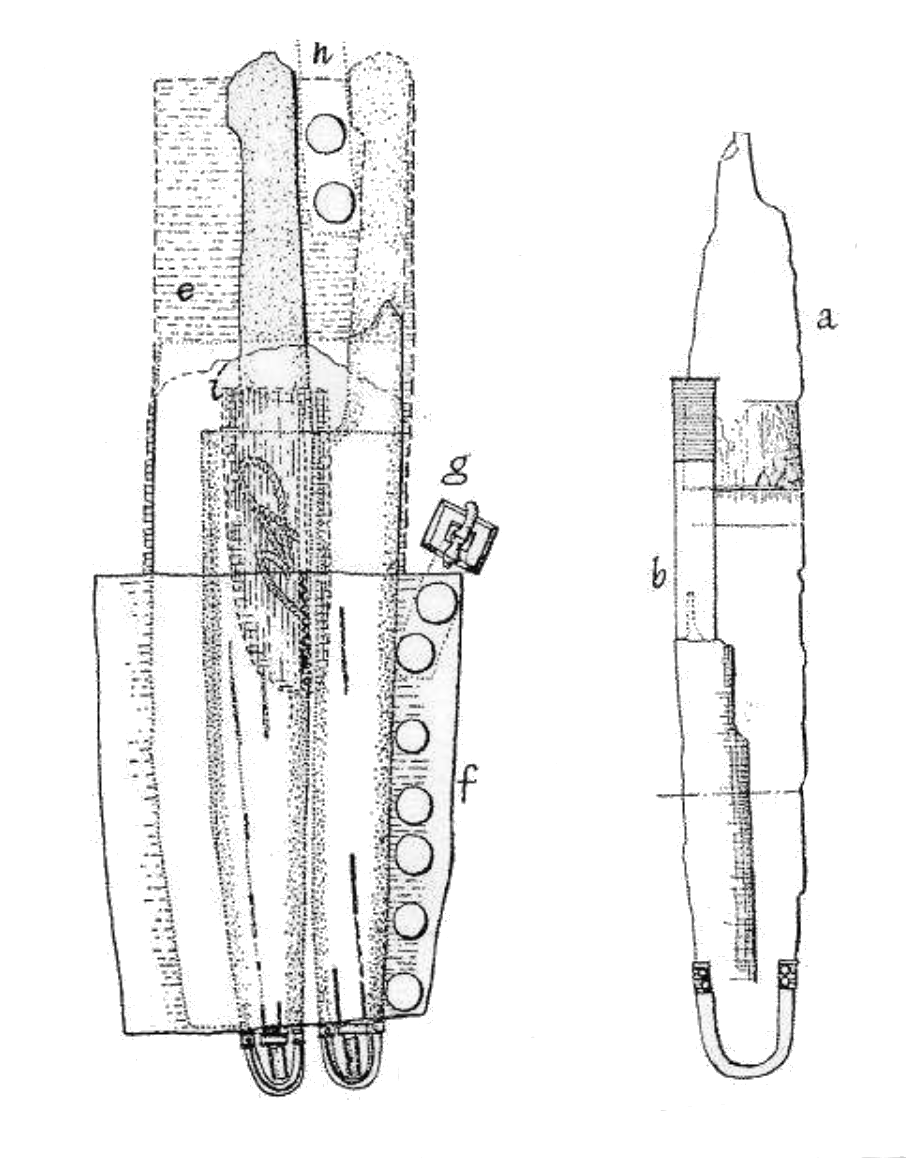
Couteaux de table d'enfant.

Plusieurs éléments du mobilier permettent de supposer une influence lombarde. Il ne semble pas y avoir de liens de parenté entre la « dame » et le jeune garçon. En 1960, Otto Doppelfeld identifie la « dame » à Wisigarde,,, et le garçon à un prince lombard qui aurait accompagné la reine jusqu'au Rhin. Plus tard, dans une nouvelle analyse, l'archéologue Ursula Koch confirme l'identification de Wisigarde. Un test ADN a en revanche montré que le garçon n’était pas son parent. Le fait que le garçon possède des armes d'apparat à sa taille et non pas seulement des armes d'entrainement démontre qu'il s'agit d'un prince doté d'insignes royaux. L'origine lombarde n'est pas particulièrement documentée. Il n’existe aucune preuve archéologique d'origine orientale dans sa tombe. Il est plus probable qu'il s'agisse d'un fils du roi Thibert qui serait né vers 534 et serait décédé vers 540, à la même époque que Wisigarde.
La petite chapelle est, quelques années après sa construction, remplacée par une extension de la cathédrale et les tombes sont oubliées. Vers 575, l'évêque Ebergisel construit sur ce nouvel espace une plate-forme circulaire.

## Postérité
Au XIIIe siècle, une vie consacrée au légendaire ermite Léonard de Noblat indique que celui-ci, de passage en Aquitaine, délivre par ses prières Wisigarde d'un accouchement difficile. Léonard reçoit en récompense de la part du roi Thibert une partie de la forêt de Pauvain où il fonde un monastère.
Le romancier Eugène Sue utilise le nom de Wisigarde pour un des personnages de son œuvre Les Mystères du Peuple (1849-1857).